# Csákfalva
Csákfalva (1899-ig Nagy-Kubra, szlovákul: Kubrá, korábban Veľká Kubra) Trencsén városrésze Szlovákiában, a Trencséni kerület Trencséni járásában. Lakosainak száma: 2059.

## Fekvése
Trencsén központjától 3 km-re keletre, a Vág bal oldalán fekszik.

## Története
A 13. században a trencséni királyi vár tartozéka volt, majd a várral együtt a gróf Cseszneky család kapta örök adományként. A későbbiekben is a trencséni váruradalom sorsában osztozott, de 1321-ben a Hatnay család is kapott itt birtokrészt.
A 18. század végén Vályi András így ír róla: „Kis, és Nagy Kubra. Kis Kubrának földes Ura G. Illésházy Uraság, fekszik Szoblahónak szomszédságában, és annak filiája, Nagy Kubra pedig fekszik Trentsénhez 1/4 mértföldnyire, Apátfalvához is közel, és annak filiája, határbéli földgyeik termékenyek, réttyeik jók, legelőjök, fájok van, piatzozások is nem meszsze.”
Fényes Elek 1851-ben kiadott geográfiai szótárában így ír a faluról: „Nagy-Kubra, Trencsén m. tót falu, 515 kath. lak. Van jó rétje, legelője, fája, s a t. F. u. ugyancsak a dubniczai uradalom.”
1910-ben 832, túlnyomórészt szlovák lakosa volt. 1920 előtt Trencsén vármegye Trencséni járásához tartozott.

## Lásd még
- Trencsén
- Csákháza
- Diósfalu
- Trencsénpüspöki
- Vágapátfalva
- Vágaranyos
- Vághidas
- Vágszabolcs